# Scaphyglottis propinqua
Scaphyglottis propinqua  é uma espécie de orquídea epífita, cujos novos pseudobulbos geralmente brotam tanto da base como do topo dos pseudobulbos mais antigos. É originária da Colômbia, Equador, e Peru.